# بنیاد امور بیماری‌های خاص

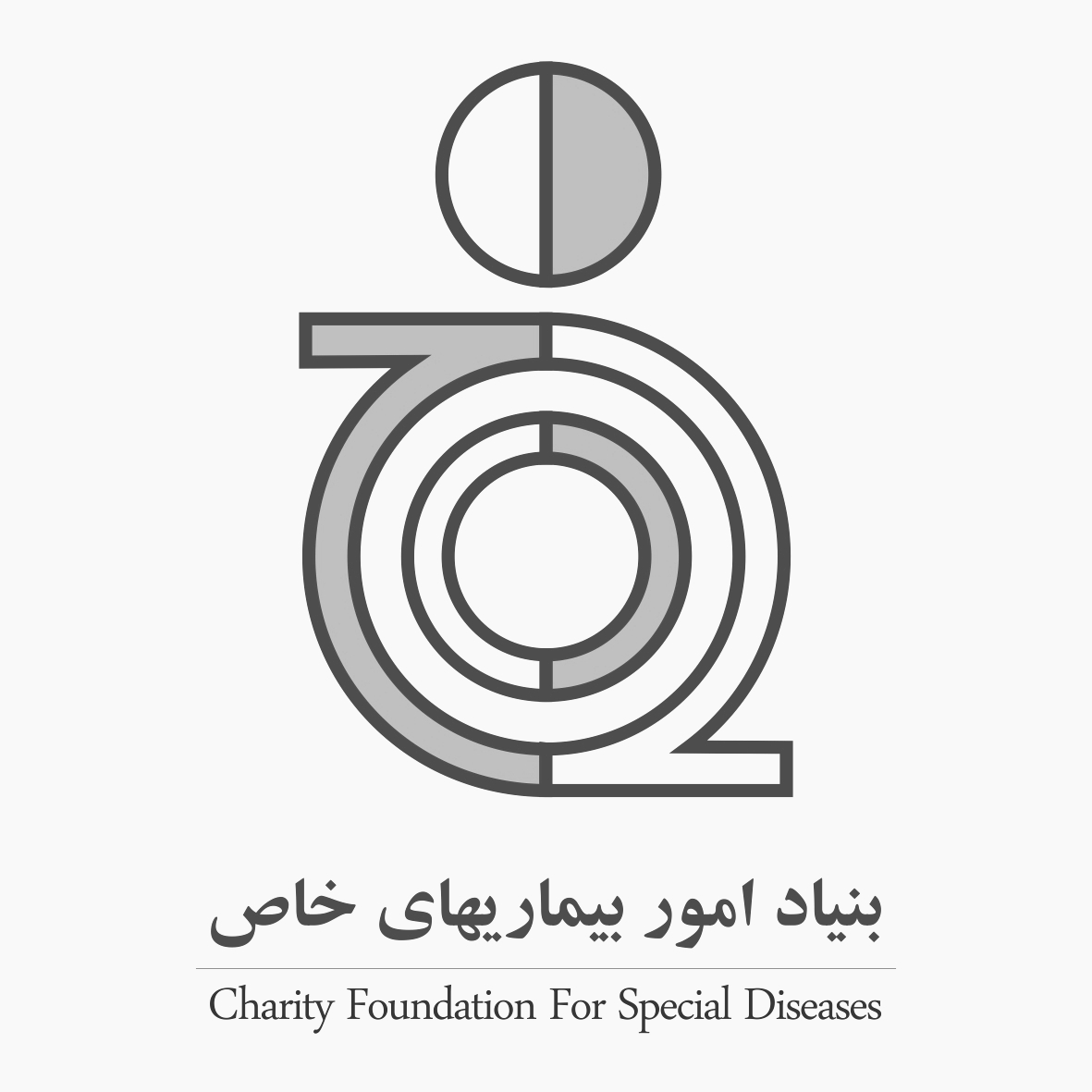

بنیاد امور بیماری‌های خاص به عنوان یک نهاد عمومی غیردولتی فعالیت خود را از اردیبهشت ۱۳۷۵ با حمایت آیت الله هاشمی رفسنجانی، با همت خانم فاطمه هاشمی و با همیاری جمعی از خیرین تأسیس گردید.

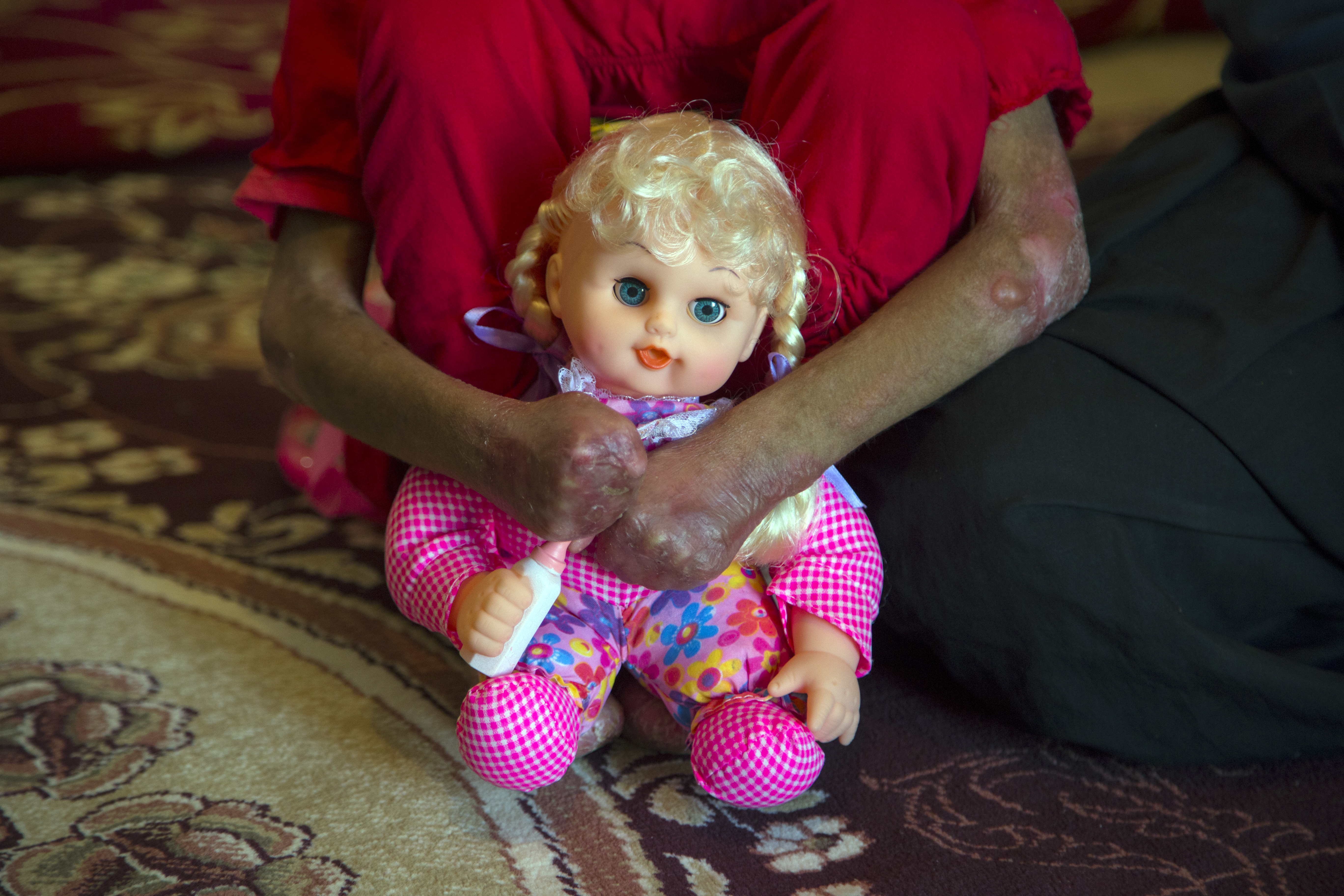
دست‌های به هم چسبیده یک کودک مبتلا به ای بی در جنوب کرمان

بنیاد با هدف ایجاد عزم ملی در توجه به مسائل بیماران خاص، ارتقای آگاهی‌ها از گسترش برنامه‌های آموزشی و ترویج فرهنگ پیشگیری، همکاری با نهادهای علمی و اجرائی مردمی، دولتی و بین‌المللی، همکاری و مشاوره برای بهره‌گیری بهینه از امکانات و اعتبارات، تجهیز، راه‌اندازی و توسعه مراکز درمانی، برای تبادل اطلاعات و تجربیات و گسترش خدمات پژوهشی، آموزشی، درمانی و اجتماعی برای بیماران ساماندهی یافته‌است. فعالیت بنیاد در ۳ محور پیشگیری، درمان و آموزش برای بیماران خاص (دیالیز، تالاسمی و هموفیلی) و بیماران صعب العلاج (سرطان، ام اس، پیوند کلیه، دیابت و ای بی) انجام شده‌است. این فعالیت‌ها در راستای چشم‌اندازی جامع در جهت بهبود وضعیت بیماری‌های خاص و صعب العلاج صورت می‌پذیرد. بخش‌های مختلف بنیاد در پیشبرد اهداف مورد نظر عبارتند از: معاونت آموزش و پژوهش، معاونت درمان، معاونت هماهنگی و امور استان‌ها، معاونت اداری و مالی و معاونت ارتباطات و امور بین‌الملل.
بنیاد امور بیماری‌های خاص علاوه بر فعالیت‌ها و خط مشی‌های مذکور، در جهت ارتقاء سطح کیفی خدمات رسانی به بیماران اقدام به ساخت و تجهیز مراکز درمانی در سراسر کشور نموده‌است تا بتواند نمونه مناسب را در جهت درمان، آموزش و پیشگیری بیماران خاص پایه‌گذاری نماید. طبق هدف گذاری صورت گرفته این مراکز به نحوی طراحی گردیده‌اند تا بیماران بتوانند تمام نیازهای کلینیکی و پاراکلینیکی و سرپایی خود را از یک مجموعه دریافت کنند.

## تاریخچه و نحوه تأسیس
سر منشأ و ایده اصلی تشکیل بنیاد امور بیماری‌های خاص مربوط به آشنائی ریاست بنیاد با بیماران کلیوی و تالاسمی از طریق ملاقات با تعدادی از بیماران با ایشان در سال ۱۳۷۱ صورت پذیرفت. وضعیت نامطلوب معیشتی و درمانی این بیماران سبب گشت تا ایشان تحقیقات میدانی و بازدیدهای استانی مختلفی را جهت آشنائی با مشکلات این بیماران در سراسر کشور را صورت دادند. به دلیل میزان شیوع بالای این بیماری‌ها در کشور هزینه‌های بالای درمان، نبود درمان قطعی برای آنان، عدم توانائی بسیاری از مبتلایان در انجام کار و فعالیت‌های طولانی و مستمر و تحمل فشار فراوان مالی و روانی توسط خانواده‌های این بیماران، نبود انجمن‌های حمایتی و عدم توجه کافی از سوی وزارت بهداشت وقت به این بیماران، ایشان مسائل را به پدرشان "آیت الله هاشمی رفسجانی " انتقال دادند که پس از بیان مشکلات مقرر شد بررسی جامع و کامل تری از وضعیت این بیماران تهیه گردد.
خانم فاطمه هاشمی نیز با برگزاری جلسات متعدد با متخصصین و متصدیان امور درمان و نهادهای ذی‌ربط کشور و با توجه به اطلاعات به‌دست آمده از وضعیت نابسامان این بیماران پیشنهاد تشکیل یک سازمان تحت عنوان حمایت از بیماران خاص به عنوان یک نهاد عمومی غیردولتی را در سال ۱۳۷۴ در مراسم افتتاح ۲۰۰ واحد مسکونی و مرکز دیالیزی در شهرک واوان توسط ریاست جمهوری وقت (آیت الله هاشمی رفسنجانی) ارائه نمودند که در همین مراسم پیشنهاد تشکیل بنیاد امور بیماری‌های خاص با موافقت هاشمی رفسنجانی همراه گردید که در آن زمان با توجه به اهمیت موضوع و پیگیری‌های صورت گرفته توسط ریاست محترم بنیاد وزرا محترم بهداشت و امور خارجه و جمعی از شخصیتهای مهم کشوری در حوزه‌های مختلف به عنوان هیئت مؤسس انتخاب گردیده و سرانجام در ۱۸ اردیبهشت ماه ۱۳۷۵ همزمان با روز جهانی تالاسمی بنیاد خیریه امور بیماری‌های خاص ثبت گردید.
اولین اقدامات بنیاد در بدو تأسیس، بررسی وضعیت بیماران، آسیب‌شناسی در خصوص عوامل مؤثر در به وجود آمدن بیماری‌ها و بررسی راهکارها و راه حل‌های خروج از وضعیت نامطلوب و بهبود کیفیت درمان و زندگی بیماران و نیز بررسی شیوه پیشگیری قابل اجرا بوده‌است که تا به امروز فعالیت خود را در زمینه‌های درمانی، آموزشی و ترویجی در حوزه پیشگیری، کنترل و کاهش آسیب‌های ناشی از بیماری‌های خاص ادامه داده‌است.
در طی این سال‌ها بنیاد گسترهٔ بیماران تحت پوشش خود را افزوده‌است و جدا از بیماران دیالیز، تالاسمی و هموفیلی) به دلیل میزان شیوع و هزینه‌های بالای درمانی بیماران صعب العلاج (سرطان، ام اس، پیوند کلیه، دیابت و ای بی) نیز تحت پوشش بنیاد قرار گرفته‌اند. بنیاد طی فعالیت بیش از ۱۸ سال خود همواره تلاش نموده‌است تا حد امکان مشکلات و مسائل مربوط به بیماران را علی‌الخصوص بیماران خاص و صعب العلاج را حل نموده و گامی مؤثر و اثرگذار در جهت کمک به این بیماران را بردارد. در همین راستان بنیاد بیش از ۲۵۰۰ دستگاه دیالیز، ۳۶۰۰ تخت با لوازم جانبی، ۶۵۰۰ قلم تجهیزات پزشکی را به بیش از ۱۱۰۰ مرکز درمانی در سراسر کشور اهدا نموده‌است.
بنیاد بیماری‌های خاص از بدو تأسیس تا کنون به بیش از ۶۲ هزار نفر بیمار مبلغی بالغ بر ۲۸۴ میلیارد ریال را جهت کمک هزینه دارو و درمان به بیماران خاص و صعب العلاج اهدا نموده‌است. بنیاد در جهت ارج نهادن به اهداکنندگان کلیه نیز به بیش از ۲۶ هزار اهداکننده کلیه نیز مبلغ ۱۰ میلیون ریال به عنوان هدیه ایثار اهدا نموده‌است.

## مراکز تأسیس شده
1. مرکز درمانی سوده (۱۳۷۴) soodehmc.ir
2. مرکز پزشکی خاص (۱۳۷۹)
3. کلینیک بم (۱۳۸۵)
4. مرکز پزشکی خاص شرق (۱۳۸۶)
5. مرکز تخصصی دیابت ۱ (۱۳۸۸)
6. مرکز رفسنجان (۱۳۹۲)[۳]

## مراکز در حال ساخت
1. مرکز پزشکی و نقاهتگاه نجف
2. مرکز درمانی کربلا
3. مرکز درمانی بروجرد
4. مرکز درمانی شاهرود
5. بیمارستان شرق
6. مرکز تحقیقات، آموزش، پیشگیری و درمان سرطان
7. نقاهتگاه کاوش
8. مرکز گوهر باران

## مهترین فعالیت‌های بنیاد در حوزه بین‌الملل
1. عضویت در شورای اقتصادی – اجتماعی سازمان ملل (ECOSOC)
2. عضویت در TIF (فدارسیون بین‌المللی تالاسمی)[۴]
3. عضویت در IFKF (فدراسیون کلیه)[۵]
4. عضویت در انجمن انتقال خون (ISBT)

## مهم‌ترین اقدامات و فعالیت‌های بنیاد در کشور
1. پرداخت هدیه ایثار به لحاظ گسترش فرهنگ پیوند و قدردانی از اهداکنندگان کلیه (مصوبه هیئت وزیران – ۱۳۷۵)
2. رایگان شدن درمان بیماران تالاسمی، هموفیلی و دیالیزی (مصوبه هیئت وزیران – ۱۳۷۶)
3. پیشگیری از تولد نوزادان مبتلا به بیماری تالاسمی (مصوبه هیئت وزیران – ۱۳۷۶)
4. تشکیل کمیته‌های استانی توسط استانداری‌های سراسر کشور در جهت بررسی و رفع مشکلات بیماران خاص هر استان و پیگیری جهت رفع مشکلات (مصوبه هیئت وزیران – ۱۳۷۶)
5. ایجاد پوشش بیمه‌ای بیمه تک نفره برای بیماران همودیالیزی، تالاسمی و هموفیلی از طریق سازمان بیمه خدمات درمانی (مصوبه هیئت وزیران – ۱۳۷۶)
6. تصویب قانون عدم منع استفاده از اعضاء افراد مرگ مغزی جهت پیوند اعضاء (مجلس شورای اسلامی – ۱۳۷۹)
7. رایگان شدن هزینه عمل پیوند کبد (مصوبه هیئت وزیران – ۱۳۸۳)
8. تشکیل فدراسیون ورزش‌های بیماران خاص (سازمان تربیت بدنی – ۱۳۸۴)
9. ایجاد پوشش بیمه‌ای تک نفره برای بیماران مبتلا به سرطان، ام اس و دیابت (مجلس شورای اسلامی – ۱۳۸۶)
10. افزایش تعداد مراکز درمانی ارائه دهنده خدمات به بیماران خاص در سراسر کشور (با همکاری وزارت بهداشت، دانشگاه‌های علوم پزشکی و خیّرین که از زمان آغاز فعالیت بنیاد از ۱۲۷ مرکز به بیش از ۹۸۰ مرکز افزایش یافته‌است)[۶]